# Fighting Force
Fighting Force és un videojoc en 3D del gènere beat 'em up, llançat en 1997, desenvolupat per Core Design i publicat per Eidos. Concebut en la mateixa línia clàssica dels jocs Streets of Rage i Double Dragon. Va ser llançat per a la PlayStation, PC i Nintendo 64 (aquest últim sota el nom de Fighting Force 64).